# 쌍아궁
쌍아궁(雙兒宮, ♊, Gemini)은 황도대에서 세 번째 점성술의 별자리로, 쌍둥이자리 성좌에서 유래한다. 점성술에서, 쌍둥이자리는 "남성적", "적극적 (외향적) 별자리이다. 그리고, 이것은 공기의 별자리로 여겨지며, 네 가지의 변통적 별자리 가운데 하나이다. 기간은 5월 21일부터 6월 21일까지이다.

## 연관 행성
점성술에서, 한 행성의 거주지는 그 행성이 주인지위를 갖는 황도대 별자리이다. 쌍둥이자리의 주인이라 전하는 또는, 쌍둥이자리와 어울리는 행성은 수성이다..

## 신화
쌍둥이는 그리스 신화의 카스토르와 폴룩스 형제로 알려져 있으며, 때때로 야발과 유발이라고도 한다.

## 양립성
점성술 차트에는 개인들의 양립성을 결정하는 많은 변수가 있다. 점성가들은 양립성을 판단하기 이전에 태양과 달, 행성의 위치 그리고 서로 맺는 각을 평가한다. 쌍둥이자리와 양립하는 것으로 여겨지는 별자리는 분명 점성술로 해석된 개인 단평이나 개인 해석을 반영하지는 않지만, 일반적 지침을 더 잘 반영하며, 황도대 내의 속성과 원소와 같은 변수에 영향받은 양립성을 참조한다. 개인간의 양립성을 다루는 점성술의 한 부문을 상성(相性)이라고 한다.

## 같이 보기
- 천문 기호
- 띠 (생초)
- 사이 (점성술)
- 제미니 (언어 모델)
- 디지털 트윈